# Kuti Sándor (zeneszerző)
Kuti Sándor, 1934-ig Krausz (Budapest, Óbuda, 1908. május 18. – Német Birodalom, ? 1945. április) zeneszerző, karnagy. 

## Élete
Óbudán nőtt fel szegény munkáscsalád gyermekeként. Szülei Krausz Áron Adolf (1864–1933) gyári hivatalnok és Preisz Emma (1875–1932) voltak. Gyermekkorától kezdve érdeklődött a zene iránt, első lejegyzett kompozíciói kilenc éves korából maradtak fenn. Tanulmányait a Fodor Zeneiskolában kezdte, ahol Laurisin Miklós tanította. 1930 és 1934 között a budapesti Zeneakadémián zeneszerzést tanult Siklós Albert tanítványaként. 1934-ben szerezte meg diplomáját Dohnányi Ernő irányítása mellett. A diplomahangversenyén gyerekkori barátjával, a szintén zeneszerzőként bemutatkozó Solti Györggyel együtt szerepelt. Tagja volt a Zeneakadémia kommunista ifjúsági szervezetének. 1935-ben az Új Magyar Zene Egyesület műsorra tűzte néhány művét és egy zongoraszonátáját, amely nyomtatásban is megjelent Hollandiában. Tanulmányai elvégzése után magántanításból élt, zongorázást és zeneszerzést tanított, templomban orgonált, korrepetitori munkát végzett a Budapesti Énekkari és Zenekari Egyesületben. 1933–1935-ben zenekritikákat írt a Független Szemlében. Részt vett Óbuda munkásmozgalmában, a Magyarországi Szociáldemokrata Párt ifjúmunkások kórusát vezette és több mozgalmi dalt komponált a kórus számára. Ekkor írta Ütemre cseng a csákány című tömegdalát Hollós Korvin Lajos szövegére. Rövid ideig vezette az Antialkoholista Munkásszövetség énekkarát. Tanítódal című alkotását a Vándor-kórus mutatta be. Megzenésítette József Attila két versét (Éji dal, A bánat). Az 1940-es években három kórusművet komponált Petőfi Sándor verseire, amelyeket a Vándor-kórus adott elő. Közülük a legjelentősebb a Nemzeti dal négyszólamú kórusmű zongorakísérettel, amelyet 1942 márciusában a Vasas Székházban mutattak be. 1940-től munkaszolgálatos volt. Barátja, Szervánszky Endre próbált közbenjárni a megmentéséért, de nem járt sikerrel. 1944 nyarán Németországba deportálták, ahol nyoma veszett.

## Magánélete
Házastársa Freund Amália Erzsébet, Kuti Amy (1911–?) festőművésznő volt, akit 1934. április 12-én Budapesten, a Terézvárosban vett nőül. Lánya Kuti Éva.

## Emlékezete
2017. szeptember 29-én jelent meg Korcsolán Orsolya hegedűművész Silenced (Elnémított) című albuma a Deutsche Grammophon és az Universal gondozásában, mely Kuti Sándor munkásságának állít emléket. Az albumon hallható az 1908 és 1945 között élt szerző minden fennmaradt vonós kamaraműve a Liszt Ferenc Kamarazenekar szólamvezetői, Hargitai Géza, Várnagy Mihály és Kertész Ottó előadásában.